# Cristianesimo negli Emirati Arabi Uniti
Il cristianesimo negli Emirati Arabi Uniti è una religione di minoranza. L'islam è la religione ufficiale degli Emirati Arabi Uniti ed è seguita dal 74,4% della popolazione; i cristiani rappresentano il 13,1% della popolazione totale e sono per lo più stranieri espatriati.
Il governo segue una politica di tolleranza verso le religioni non islamiche. Il paese ha chiese cattoliche, chiese ortodosse e chiese protestanti. I cristiani sono liberi di praticare il loro culto e indossare abiti religiosi. È consentita l'importazione e la vendita di materiale religioso, ma non sono consentiti tentativi di diffondere il cristianesimo tra i musulmani. I leader religiosi non musulmani hanno riferito che le autorità doganali raramente hanno messo in dubbio l'ingresso nel paese di materiale religioso come Bibbie e inni. Le scuole pubbliche hanno solo un'educazione religiosa islamica. La conversione dall'Islam ad altre religioni non è consentita. Nonostante ciò, uno studio del 2015 ha stimato che vi sono circa 200 credenti in Cristo di origine musulmana, sebbene non tutti siano necessariamente cittadini degli Emirati Arabi Uniti. Sebbene le donne cristiane possano sposare liberamente uomini musulmani, il matrimonio tra donne musulmane e uomini non musulmani è proibito.

## Confessioni religiose presenti

### Chiesa cattolica
La Chiesa cattolica negli Emirati Arabi Uniti fa parte della Chiesa cattolica mondiale, sotto la guida spirituale del Papa a Roma. I residenti stranieri cattolici nel Paese sono in gran parte filippini, indiani, sudamericani, libanesi, africani, pakistani, bengalesi e srilankesi, tedeschi, italiani, ucraini, portoghesi, spagnoli, francesi e altri europei, Gli Emirati Arabi Uniti fanno parte del Vicariato apostolico dell'Arabia meridionale e il Vescovo Vicario Apostolico ha sede ad Abu Dhabi.
Ci sono attualmente nove chiese cattoliche nel Paese:
- Cattedrale di San Giuseppe, ad Abu Dhabi
- Chiesa di Santa Maria, a Dubai,
- Chiesa di San Francesco d'Assisi, a Dubai
- Chiesa di Santa Maria, ad al-'Ayn
- Chiesa di San Michele, a Sharja
- Chiesa di San Paolo, a Mussafah
- Chiesa di Sant'Antonio da Padova, a Ras Al Khaima
- Chiesa di Nostra Signora del Perpetuo Soccorso, a Fujaira
- Chiesa di San Giovanni Battista, a Ruwais.

### Chiese ortodosse
I cristiani ortodossi negli Emirati Arabi Uniti appartengono tradizionalmente alla Chiesa greco-ortodossa di Antiochia. Le parrocchie ortodosse a Dubai e Abu Dhabi sono state organizzate nel 1980 dal defunto Constantine Papastephanou, metropolita di Baghdad e Kuwait dal 1969 al 2014, che aveva anche giurisdizione ecclesiastica sui cristiani ortodossi negli Emirati Arabi Uniti. Dopo il ritiro del metropolita Papastephanou nel 2014, il Sinodo del Patriarcato ortodosso di Antiochia ha deciso di istituire un esarcato per gli ortodossi negli Emirati Arabi Uniti. Allo stesso tempo, il Vescovo ausiliare Gregorios Khoury è stato nominato capo del nuovo esarcato, sottoposto direttamente al Patriarca Giovanni X di Antiochia, che ha visitato personalmente gli Emirati Arabi Uniti nella primavera del 2014 e ha inaugurato la costruzione della nuova Cattedrale Ortodossa di Sant'Elia ad Abu Dhabi.

### Protestantesimo
La Comunione anglicana è rappresentata dalla Chiesa Episcopale di Gerusalemme e del Medio Oriente, con la Diocesi di Cipro e del Golfo che comprende Cipro, la Penisola arabica e l'Iraq.
Negli Emirati sono presenti diverse confessioni evangeliche, tra cui l'Alleanza evangelica mondiale, la Chiesa Evangelica d'Egitto e la Chiesa evangelica dei "Fratelli cristiani". Altre denominazioni presenti sono la Chiesa evangelica araba di Dubai, la Chiesa della città di Dubai, la Comunità degli Emirati e la Chiesa cristiana unita di Dubai.
Nel Paese c'è un gran numero di migranti dallo stato del Kerala, nell'India meridionale, che segue il cristianesimo. Le denominazioni rappresentate da questa comunità includono la Chiesa siro-malankarese Mar Thoma, la Chiesa ortodossa siriaca del Malankara, la Chiesa cristiana siriaca giacobita, la Chiesa evangelica di San Tommaso, varie denominazioni pentecostali (tra cui la Chiesa di Dio pentecostale indiana) e numerosi altri gruppi indipendenti.
Dal 2006 ci sono anche chiese afrikaans indipendenti, in cui la maggior parte dei membri proviene dalle Chiese riformate ed evangeliche di lingua afrikaans in Sudafrica.